# Henning Baum
Henning Baum (20 de septiembre de 1972) es un actor de cine y televisión alemán. Es mayormente conocido por su papel protagonista en la serie policíaca El Último Poli Duro.

## Filmografía
| Año  | Título                     | Papel                    | Notas |
| ---- | -------------------------- | ------------------------ | ----- |
| 2001 | Drei Stern Rot             |                          |       |
| 2002 | Mitz Herz and Handschellen |                          |       |
| 2003 | Pfarren Braun              |                          |       |
| 2004 | Schoolgirls                | Ewan, profesor de inglés |       |
| 2008 | Der Kommissar and Das Meer |                          |       |
| 2010 | El Último Poli Duro        | Michael "Mick" Brisgau   |       |

- Datos: Q89484
- Multimedia: Henning Baum / Q89484